# Pointe Dungeness
 (décembre 2011).
Si vous disposez d'ouvrages ou d'articles de référence ou si vous connaissez des sites web de qualité traitant du thème abordé ici, merci de compléter l'article en donnant les références utiles à sa vérifiabilité et en les liant à la section « Notes et références ».
Pour les articles homonymes, voir Dungeness.
La pointe Dungeness (en espagnol : Punta Dúngeness) est la pointe située à l'entrée orientale du détroit de Magellan, sur sa rive nord, en face du cap du Saint-Esprit en Terre de Feu. À l'ouest de la pointe Dungeness se trouve la baie Possession. Elle a été nommée en mémoire de la bataille navale de Dungeness (10 décembre 1652)[réf. nécessaire], dont les Hollandais sortirent victorieux face aux Anglais.
La pointe Dungeness marque la frontière entre le Chili et l'Argentine et, depuis le traité de paix et l'armistice de 1984 entre le Chili et l'Argentine, la ligne entre la pointe Dungeness et le cap du Saint-Esprit marque les limites des eaux territoriales de chaque pays. C'est le point le plus au sud de l'Argentine continentale et le plus à l'est du Chili continental. Il y a un phare du côté chilien, le phare de la pointe Dungeness.
À une dizaine de kilomètres au nord-est se trouve le Cap des Vierges marquant une première entrée du détroit de Magellan.